# Siły Zbrojne Republiki Kazachstanu
Siły Zbrojne Republiki Kazachstanu (kaz. Қазақстанның Қарулы Күштері) – siły i środki wydzielone przez Republikę Kazachstanu. Składają się z wojsk lądowych, sił powietrznych oraz obrony przeciwpowietrznej, sił morskich i gwardii narodowej. Gwarantują zachowanie niezależności i suwerenności państwa oraz integralności jego obszaru lądowego, wód terytorialnych, przestrzeni powietrznej oraz porządku konstytucyjnego. Siły zbrojne Republiki Kazachstanu działają pod zwierzchnictwem ministerstwa obrony. Głównodowodzącym jest prezydent Republiki Kazachstanu.

Symbol kazachskich sił lądowych

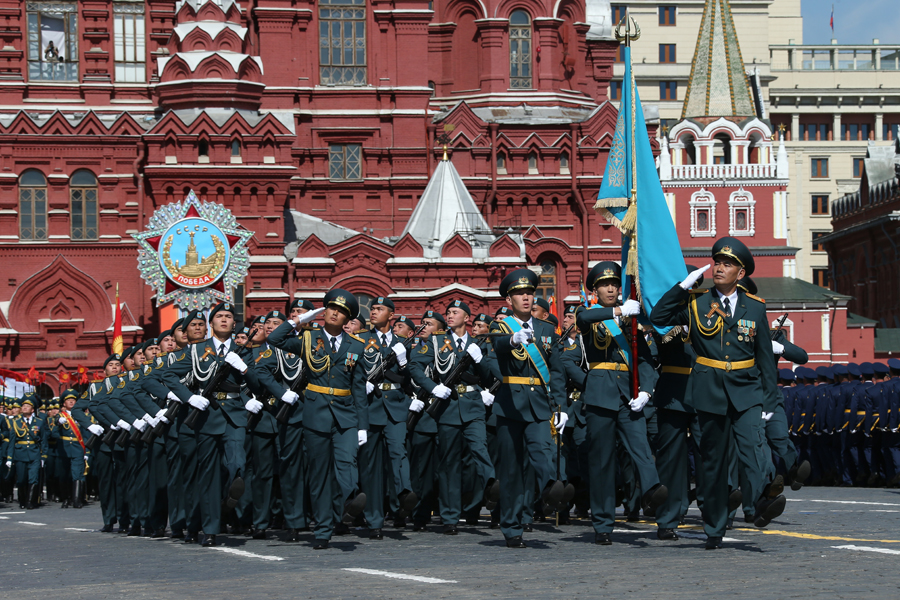
Kadeci Ałmaackiej Wyższej Ogólnowojskowej Szkoły Dowódczej maszerujący podczas defilady z okazji Dnia Zwycięstwa w Moskwie w 2015

## Historia
7 maja 1992 prezydent Republiki Kazachstanu Nursułtan Nazarbajew podpisał dekret o utworzeniu Sił Zbrojnych Republiki Kazachstanu i przekształceniu Państwowego Komitetu Obrony Republiki Kazachstanu w ministerstwo obrony. Stanowisko pierwszego ministra obrony objął gen. Sagadat Nurmagambetow.
7 maja 2013 w bazie wojskowej Otar, z okazji Dnia Obrońcy Ojczyzny, odbyła się pierwsza w historii kraju defilada wojskowa. Podczas uroczystości pierwsza kazachska kobieta została awansowana do stopnia generalskiego – Saule Ajtpajewa.
Obecnie istnieją cztery dowództwa regionalne kazachskich sił zbrojnych: Dowództwo Regionalne (Astana), Dowództwo Regionalne Południe (Taraz), Dowództwo Regionalne Wschód (Semej) oraz Dowództwo Regionalne Zachód (Aktobe).

## Współpraca międzynarodowa
- W kwietniu 2008 Słowacja i Kazachstan podpisały porozumienie o współpracy wojskowej[3].
- 20 stycznia 2014 ministrowie obrony Kazachstanu i Izraela, Adilbiek Dżaksybiekow oraz Mosze Ja’alon, podpisali umowę o dwustronnej współpracy wojskowo-technicznej pomiędzy obydwoma państwami[4].
- Kazachstan rozwija wielopoziomową współpracę z Chińską Republiką Ludową[5]. Strona chińska zobowiązała się do przekazania kazachskim siłom zbrojnym nowoczesnego sprzętu wojskowego[6].